# ボブ・ピーターソン
ボブ・ピーターソン（Bob Peterson、1961年1月18日 - ）は、アメリカ合衆国オハイオ州ウースター出身のアニメーター、脚本家、映画監督、声優である。
『ファインディング・ニモ』の脚本でアカデミー賞にノミネートされた。2009年に公開されたピクサー映画『カールじいさんの空飛ぶ家』で共同監督も務めている。また、『モンスターズ・インク』のロズ、『ファインディング・ニモ』のエイ先生、および『カールじいさんの空飛ぶ家』のダグの声優を担当した。

## 経歴
オハイオ州ウースターで生まれた。ドーヴァー高校に通った。北オハイオ大学で学士号、および1986年にパデュー大学で機械科工学の修士を取得した。パドゥー大学に通っている間、漫画『Loco Motives』を描いた。

## 作品
- ゲーリーじいさんのチェス Geri's Game (1997) - 声の出演
- モンスターズ・インク Monsters, Inc. (2001) - 声の出演
- ファインディング・ニモ Finding Nemo (2003) - 脚本・声の出演
- カーズ Cars（2006）- その他の声の出演
- カールじいさんの空飛ぶ家 Up (2009) - 監督・脚本・声の出演
- トイ・ストーリー3 Toy Story 3 (2010) - 声の出演
- LEGO ピクサー:ブリックトゥーンズ LEGO PIXAR:BRICK TOONS (2024) - 声の出演
- 星つなぎのエリオ Elio (2025) - 声の出演